# Harz (Goslar)
Harz è un territorio extracomunale della Bassa Sassonia, in Germania.
Appartiene al circondario (Landkreis) di Goslar (targa GS).
| Controllo di autorità | VIAF (EN) 132376990 |

1. ↑  Ente statistico della Bassa Sassonia - Dati sulla popolazione